# Sinfonietta (Janáček)
Sinfonietta je orchestrální skladba Leoše Janáčka, jež byla poprvé předvedena pražskému publiku dne 26. června 1926 pod vedením Václava Talicha současně s Glagolskou mší.

## Části
1. Allegretto (Fanfára)
2. Andante (Hrad)
3. Moderato (Králové klášter)
4. Allegretto (Ulice)
5. Andante con moto (Radnice)

## Nástrojové obsazení
V tomto Janáčkově díle je výrazně rozšířena žesťová sekce:
- Dřeva:
  - Pikola
  - 2 flétny
  - 2 hoboje
  - anglický roh
  - Es klarinet
  - 2 B klarinety
  - Basklarinet
  - 2 fagoty

- Žestě:
  - 4 lesní rohy in F
  - 9 trubek in C
  - 3 Trubky in F
  - 2 basové trubky
  - 4 pozouny
  - 2 eufonia
  - Tuba

- Bicí nástroje:
  - Tympány
  - Činely
  - Zvony

- Strunné nástroje:
  - Harfa
  - Housle I, II
  - Violy
  - Violoncella
  - Kontrabasy

Devět C trubek, basové trubky a eufonia hrají pouze v první a poslední větě.

## Úpravy
První věta Sinfonietty byla přetvořena progresivně rockovou skupinou Emerson, Lake & Palmer do písně Knife-Edge a nahrána na jejich debutové album.